# Wilhelm Sievers

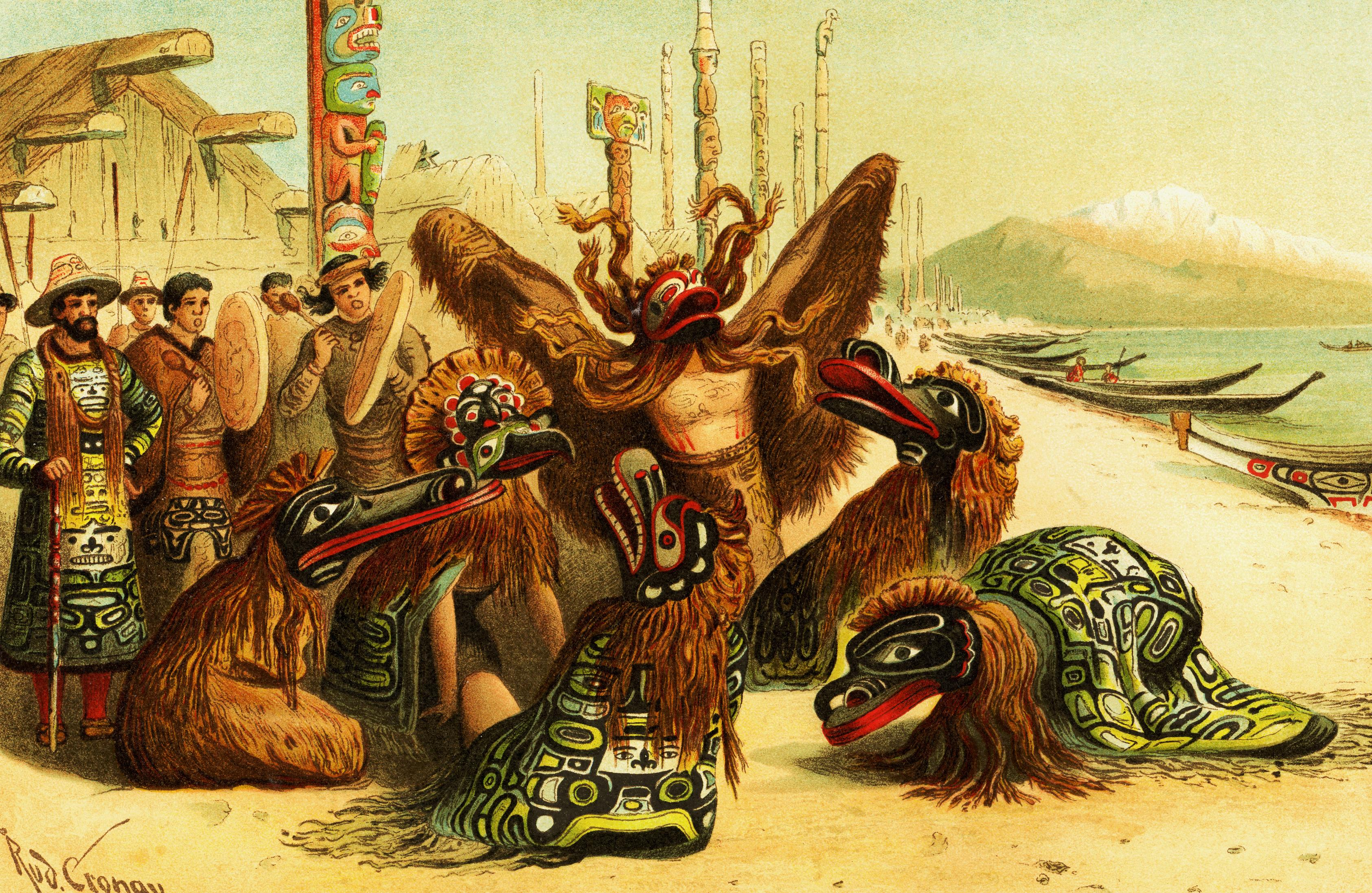
Indios Bellacoola, ilustración publicada en Allgemeinen Länderkunde, Band Amerika (1895).

Wilhelm Sievers (Hamburgo, 3 de diciembre de 1860- Giessen, 11 de junio de 1921) fue un geólogo, naturalista, explorador, y geógrafo alemán.

## Biografía
Su padre, Louis Sievers era un mercader oriundo de Hamburgo que mantenía tratos comerciales en Venezuela y la región del Caribe. La madre, Lydia Grützmüller murió aún siendo joven. Wilhelm Sievers se educó en el Johanneum Gymnasium de Hamburgo, luego en las universidades de Jena, Gotinga y Leipzig con profesores de la talla de Ferdinand von Richthofen y Ferdinand Zirkel. Su disertación de grado la presentó en la Universidad de Würzburg en 1887. En 1890, se traslada a la Universidad de Giessen.
Por instrucciones de la Sociedad Geológica de Hamburgo arriba a Venezuela, entre 1884-1885 y entre 1892-1893, para realizar estudios geográficos y geológicos sobre las distintas regiones del país inspirado por las expediciones de Alejandro von Humboldt . Durante su permanencia en Venezuela recorrió todo el territorio nacional. Después de regresar a su país de origen, Sievers dio a conocer el resultado de sus investigaciones en dos libros publicados en Hamburgo; uno en 1888, bajo el título Venezuela; y el otro, en 1896, con el nombre Zweite Reise in Venezuela in der Jahren 1892-93 auf Kosten der Geographischen Gesellschaft in Hamburg. Estas obras contienen un estructurado y completo estudio geográfico-geológico de las diversas regiones venezolanas, el cual permitió un mayor conocimiento y comprensión de la naturaleza nacional y estimuló el desarrollo de la cartografía. Contiene, además, observaciones sobre las costumbres y tradiciones del pueblo venezolano, así como aspectos de la Revolución Legalista, el hecho político más importante que le tocó vivir en su segundo viaje. En 1902, desde la cátedra de Geografía de la Universidad de Giessen, hizo pública su oposición al bloqueo naval que Alemania, Inglaterra e Italia impusieron a Venezuela para forzar el cobro de la deuda externa.
Sievers conduciría tres expediciones a Sud América, con la finalidad de documentar evidencias de la edad del hielo en la región andina. En 1909, estableció su base de operaciones en el Marañón, el mayor afluente del curso alto del río Amazonas en la vertiente del Atlántico.
Wilhelm Sievers edita la revista Allgemeine Länderkunde (1891-1935) al estilo de la National Geographic, que por varias décadas fue líder en publicaciones dedicadas a la geografía cubriendo todos los continentes.
La abreviación W.Siev se utiliza para identificar el autor cuando se citan en especies botánicas.

## Honores
- 1885, el gobierno nacional le confiere la Orden Simón Bolívar

- La abreviatura «W.Siev.» se emplea para indicar a Wilhelm Sievers como autoridad en la descripción y clasificación científica de los vegetales.[1]

## Algunas publicaciones

### Sobre Sudamérica
- Reise in der Sierra Nevada de Santa Marta, 1887
- Venezuela, 1888
- Die Cordillere von Mérida, nebst Bemerkungen über das Karibische Gebirge, 1888
- Zweite Reise in Venezuela in den Jahren 1892–93, 1896
- Die Quellen des Marañon-Amazonas, 1910
- Reise in Peru und Ekuador, Ausgeführt 1909, 1914

### Estudios Generales
Hauptartikel: Allgemeine Länderkunde
- Allgemeine Länderkunde: Erste Ausgabe in fünf Bänden, 1891–95
- Allgemeine Länderkunde: Zweite Ausgabe in sechs Bänden, 1901–05
- Allgemeine Länderkunde: Kleine Ausgabe in zwei Bänden, 1907
- Allgemeine Länderkunde: Dritte Ausgabe in sechs Bänden, 1914 (Auf Grund des Kriegsausbruches unvollständige Ausgabe)
- Allgemeine Länderkunde: Begr. von W. Sievers, Dritte/vierte Ausgabe, 1924–35

### Otros
- Über die Abhängigkeit der jetzigen Konfessionsverteilung in Südwestdeutschland von den früheren Territorialgrenzen. Disertación, 15 de febrero de 1882, Gotinga 1884

- Zur Kenntnis des Taunus, Stuttgart, 1891

## Literatura
- F. Oliver Brachfield. Sievers en Mérida. De los apuntes de un geógrafo alemán en la Cordillera – 1885, Mérida 1951

- P. Claß. Universitätsprofessor Dr. Wilhelm Sievers †. Ein Nachruf. Geographischer Anzeiger, 23 de enero de 1922 caps. 1/2

- C. Schubert. Hermann Karsten (1851) y Wilhelm Sievers (1888): las primeras descripciones e interpretaciones sobre el origen de las terrazas aluviales en la Cordillera de Mérida. Bol. Hist. Geocien. Venez. 44: 15–19